# Elaan și Troyius
Elaan of Troyius este un episod din sezonul al III-lea al serialului original Star Trek. A avut premiera la 20 decembrie 1968.

## Prezentare
Căpitanul Kirk este gazda unei prințese răsfățate, care trebuie să aducă pacea într-un sistem solar aflat în stare de război.